# Lobobunaea ammon
Lobobunaea ammon är en fjärilsart som beskrevs av Karsch. Lobobunaea ammon ingår i släktet Lobobunaea och familjen påfågelsspinnare. Inga underarter finns listade i Catalogue of Life.